# Campionati mondiali di nuoto in vasca corta 2021 - 200 metri dorso femminili
La gara di nuoto dei 200m dorso femminili dei Campionati mondiali di nuoto in vasca corta 2021 è stata disputata il 18 dicembre 2021 presso l'Etihad Arena ad Abu Dhabi negli Emirati Arabi Uniti.
Vi hanno preso parte 25 atlete provenienti da 23 nazioni più due non partenti da altrettante nazioni, portando dunque il numero a 27 atlete da 25 nazioni.

## Podio
| Posizione | Atleta           | Nazionalità |
| --------- | ---------------- | ----------- |
| Oro       | Rhyan White      | Stati Uniti |
| Argento   | Kylie Masse      | Canada      |
| Bronzo    | Isabelle Stadden | Stati Uniti |

## Programma
| Data             | Ora   | Turno    |
| ---------------- | ----- | -------- |
| 18 dicembre 2021 | 10:49 | Batterie |
| 18 dicembre 2021 | 18:23 | Finale   |

## Record
Prima della manifestazione il record del mondo e il record dei campionati erano i seguenti.
| Record mondiale       | 1:58.94 | Kaylee McKeown Australia | 28 novembre 2020 Brisbane, Australia |
| Record dei campionati | 1:59.23 | Katinka Hosszú Ungheria  | 5 dicembre 2014 Doha, Qatar          |

## Risultati

### Batterie[2]
I migliori 8 tempi accedono alla finale.
| Pos | Batt | Corsia | Nome                    | Nazione             | Tempo   | Note |
| --- | ---- | ------ | ----------------------- | ------------------- | ------- | ---- |
| 1   | 3    | 2      | Isabelle Stadden        | Stati Uniti         | 2:03.26 | Q    |
| 2   | 3    | 6      | Rhyan White             | Stati Uniti         | 2:04.08 | Q    |
| 3   | 1    | 4      | Margherita Panziera     | Italia              | 2:04.58 | Q    |
| 4   | 2    | 4      | Kylie Masse             | Canada              | 2:04.79 | Q    |
| 5   | 2    | 5      | Anastasija Škurdaj      | Bielorussia         | 2:04.98 | Q    |
| 6   | 1    | 2      | Peng Xuwei              | Cina                | 2:05.12 | Q    |
| 7   | 3    | 4      | Kira Toussaint          | Paesi Bassi         | 2:05.27 | Q    |
| 8   | 3    | 5      | Daryna Zevina           | Ucraina             | 2:05.36 | Q    |
| 9   | 1    | 3      | Ekaterina Avramova      | Turchia             | 2:06.00 |      |
| 10  | 2    | 6      | Eszter Szabó-Feltóthy   | Ungheria            | 2:06.13 |      |
| 11  | 2    | 3      | Katie Shanahan          | Gran Bretagna       | 2:06.24 |      |
| 12  | 2    | 2      | Liu Yaxin               | Cina                | 2:06.29 |      |
| 13  | 1    | 5      | Dar'ja Ustinova         | Fed. Nuoto Russa    | 2:06.32 |      |
| 14  | 3    | 3      | Lena Grabowski          | Austria             | 2:08.39 |      |
| 15  | 2    | 7      | Gabriela Georgieva      | Bulgaria            | 2:08.52 |      |
| 16  | 1    | 1      | Andrea Becali           | Cuba                | 2:12.01 | NR   |
| 17  | 2    | 8      | Elizabeth Jiménez       | Rep. Dominicana     | 2:14.23 |      |
| 18  | 1    | 7      | Florencia Perotti       | Argentina           | 2:14.36 |      |
| 19  | 2    | 1      | Elisabeth Erlendsdóttir | Fær Øer             | 2:14.55 |      |
| 20  | 3    | 8      | Nicole Frank            | Uruguay             | 2:15.71 |      |
| 21  | 3    | 7      | Tamara Potocká          | Slovacchia          | 2:16.59 |      |
| 22  | 1    | 8      | Samantha van Vuure      | Curaçao             | 2:22.82 |      |
| 23  | 3    | 0      | Chrysoula Karamanou     | Cipro               | 2:23.48 |      |
| 24  | 1    | 0      | Leilaa Al-Khatib        | Emirati Arabi Uniti | 2:26.27 |      |
| 25  | 2    | 0      | Aishath Sausan          | Maldive             | 2:43.61 |      |
| -   | 1    | 6      | Hanna Rosvall           | Svezia              | DNS     |      |
| -   | 3    | 1      | Nina Kost               | Svizzera            | DNS     |      |

### Finale[3]
| Pos | Corsia | Nome                | Nazione     | Tempo   | Note |
| --- | ------ | ------------------- | ----------- | ------- | ---- |
| 1   | 5      | Rhyan White         | Stati Uniti | 2:01.58 |      |
| 2   | 6      | Kylie Masse         | Canada      | 2:02.07 |      |
| 3   | 4      | Isabelle Stadden    | Stati Uniti | 2:02.20 |      |
| 4   | 7      | Peng Xuwei          | Cina        | 2:03.00 | NR   |
| 5   | 3      | Margherita Panziera | Italia      | 2:03.20 |      |
| 6   | 2      | Anastasija Škurdaj  | Bielorussia | 2:03.26 |      |
| 7   | 1      | Kira Toussaint      | Paesi Bassi | 2:04.74 |      |
| 8   | 8      | Daryna Zevina       | Ucraina     | 2:06.57 |      |